# Punctoterebra exiguoides
Punctoterebra exiguoides é uma espécie de gastrópode do gênero Punctoterebra, pertencente a família Terebridae.